# Бродар
Бродар (серб. Бродар / Brodar) — село в общине Вишеград Республики Сербской Боснии и Герцеговины. В настоящее время село необитаемо.